# تراسرکو
تراسرکو (انگلیسی: Tracerco) شرکت خدمات نفتی بریتانیایی است، که در سال ۱۹۵۸ تأسیس شد.